# 科里丘馬山
16°53′45″S 67°27′6″W / 16.89583°S 67.45167°W
科里丘馬山（Quri Ch'uma），是玻利維亞的山峰，位於該國西部拉巴斯省，處於亞伊普里山西北面，屬於安第斯山脈中基姆薩克魯斯山脈的一部分，海拔高度5,312米。